# Bezděkovský lom

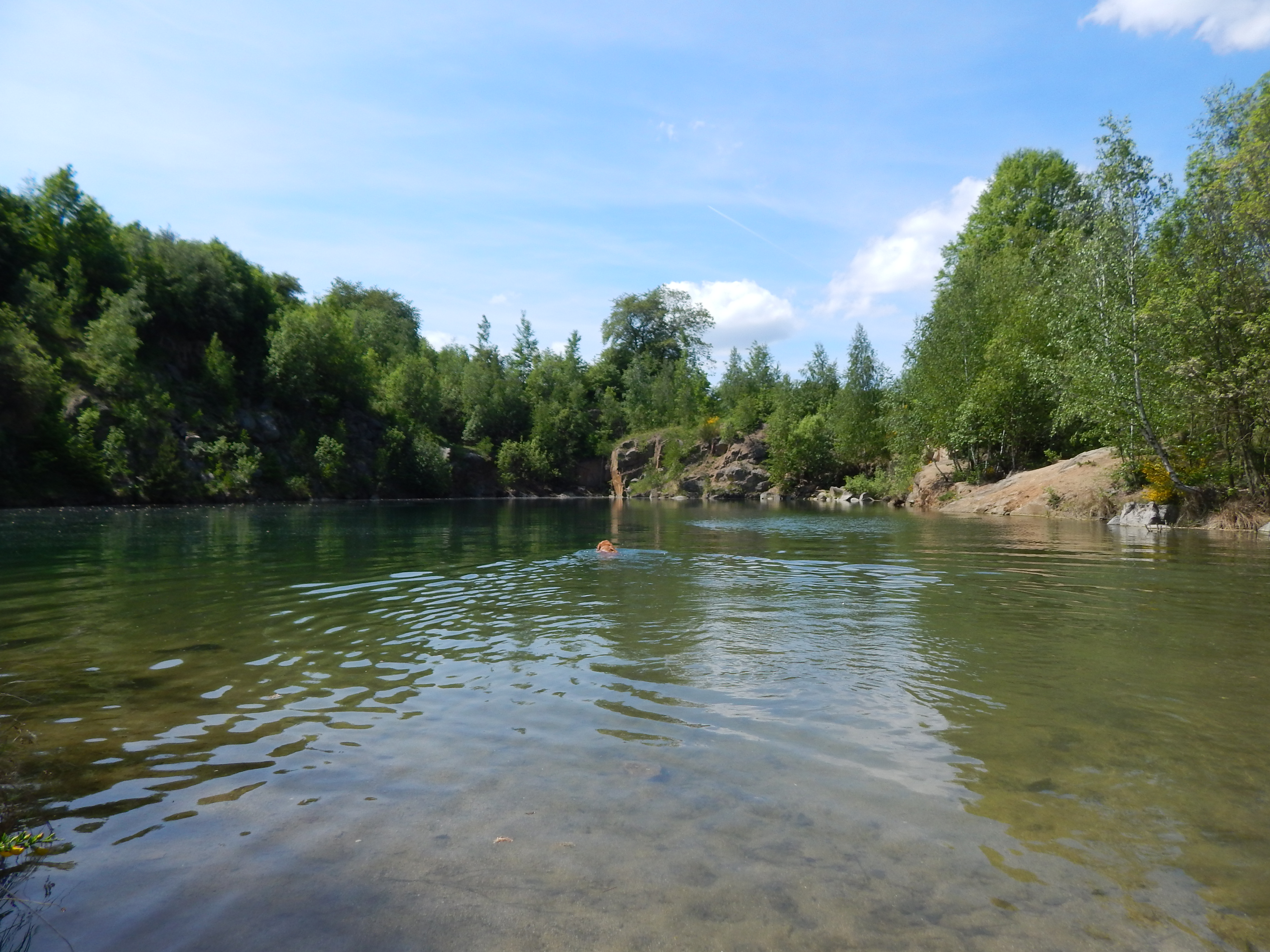
PP Bezděkovský lom

Bezděkovský lom je přírodní památka evidenční číslo 5862 v okrese Příbram. Bývalý granodioritový lom se nachází 0,7 km východně od obce Bezděkov pod Třemšínem v nadmořské výšce 553–574 m. Lom, který se nachází v katastru obce, měla pronajatý firma Herlin Příbram, ale těžba v něm byla ukončena. Chráněné území s rozlohou přibližně 2 ha bylo vyhlášeno 15. března 2014.

## Předmět ochrany
Důvodem vyhlášení chráněného území je ochrana evropsky významné lokality s přechodně zaplavovanými plochami a sukcesními stanovišti v bývalém lomu. Vyskytuje se zde čolek velký (Triturus cristatus), čolek obecný (Lissotriton vulgaris), čolek horský (Ichthyosaura alpestris), ropucha obecná (Bufo bufo), ropucha zelená (Bufotes viridis), skokan zelený (Pelophylax esculentus), ještěrka obecná (Lacerta agilis Linnaeus), slepýš křehký (Anguis fragilis), bělolist rolní (Filago arvensis) nebo sléz velkokvětý (Malva alcea).

## Dostupnost
Chráněné území je přístupné krátkou odbočkou z modře značené turistické trase z Bezděkova do Březnice